# Солсбери
Солсбери (енгл. Salisbury) је град у енглеској грофовији Вилтшир.